# Bellingham (Minnesota)
Bellingham és una població dels Estats Units a l'estat de Minnesota. Segons el cens del 2000 tenia 205 habitants.

## Demografia
Segons el cens del 2000, Bellingham tenia 205 habitants, 93 habitatges, i 58 famílies. La densitat de població era de 197,9 habitants per km².
Dels 93 habitatges en un 23,7% hi vivien nens de menys de 18 anys, en un 57% hi vivien parelles casades, en un 4,3% dones solteres, i en un 36,6% no eren unitats familiars. En el 31,2% dels habitatges hi vivien persones soles el 17,2% de les quals corresponia a persones de 65 anys o més que vivien soles. El nombre mitjà de persones vivint en cada habitatge era de 2,2 i el nombre mitjà de persones que vivien en cada família era de 2,75.
Per edats la població es repartia de la següent manera: un 21,5% tenia menys de 18 anys, un 6,3% entre 18 i 24, un 18,5% entre 25 i 44, un 23,4% de 45 a 60 i un 30,2% 65 anys o més.
L'edat mediana era de 48 anys. Per cada 100 dones de 18 o més anys hi havia 109,1 homes.
La renda mediana per habitatge era de 27.083 $ i la renda mediana per família de 36.250 $. Els homes tenien una renda mediana de 31.250 $ mentre que les dones 17.250 $. La renda per capita de la població era de 15.888 $. Entorn del 6,7% de les famílies i el 13,5% de la població estaven per davall del llindar de pobresa.

## Poblacions més properes
El següent diagrama mostra les poblacions més properes.